# Punks Not Dead
Cet article concerne l'album du groupe anglais The Exploited. Pour le film documentaire américain, voir Punk's Not Dead.
Albums de The Exploited
Troops of Tomorrow
Punks Not Dead, sorti en 1981, est le premier album du groupe de punk rock britannique The Exploited. Cet album devient emblématique de la deuxième vague du punk britannique : le Street Punk.

## Historique

### Contexte
Basé sur un jeu de mots (« Punk's not dead », c'est-à-dire « le Punk n'est pas mort »), ce disque symbolise le début de la deuxième vague du punk britannique. Après la fin des Sex Pistols et le virage « pop » entrepris par The Clash, les médias délaissent alors le punk pour lui préférer la new wave.   
Cet album devient emblématique de la deuxième vague du punk britannique : le Street Punk. Wattie Buchan a choisi ce titre justement comme réponse à la fois aux médias qui tiennent alors le punk pour mort et enterré depuis longtemps, aux anciens punks qui considèrent que le punk n'a qu'un temps et qu'il faut vite évoluer et passer à autre chose, et aux puristes qui estiment que le punk n'est pas fait pour vieillir et pour durer. C'est à ce titre une réponse directe à la chanson "Punk is dead" de Crass. 

### Production
En 1980, le groupe autoproduit un premier EP, Army Life, sur son propre label autogéré, Exploited Army Records. Cet EP attire l'attention de Produit par Dave Leaper, du label Secret Records, qui signe le groupe et produit son premier album,. Les textes sont très provocateurs et violents, et la musique oscille entre punk rock, oi! et influences metal. Celui-ci sort en avril 1981. Il a été remasterisé et réédité en 2001 par le label Captain Oi! avec des bonus.

## Composition du groupe
- Wattie Buchan : chant
- Big John Duncan : guitare
- Garry McCormack : basse
- Dru Stixs : batterie

## Liste des chansons de l'album
1. Punks Not Dead - 1:51
2. Mucky Pup - 1:42
3. Cop Cars - 1:52
4. Free Flight - 3:35
5. Army Life (Part 2) - 2:37
6. Blown To Bits - 2:40
7. Sex And Violence - 5:11
8. SPG - 2:07
9. Royalty - 2:07
10. Dole Q - 1:51
11. Exploited Barmy Army - 2:28 (ce titre deviendra le nom de leur fan-club officiel)
12. Ripper - 2:03
13. Out Of Control - 2:52
14. Son Of A Copper - 2:39
15. I Believe In Anarchy - 2:03
16. Daily News (bonus extrait d'Oi!The Album) - 3:04
17. I Still Believe In Anarchy (bonus extrait d'Oi!The Album) - 1:59
18. Army Life (bonus single version extrait de l'EP Army Life) - 2:27
19. Fuck The Mods (bonus extrait de l'EP Army Life) - 1:59
20. Crashed Out (bonus extrait de l'EP Army Life) - 2:34
21. Exploited Barmy Army (bonus single version extrait de la compil' Barmy Army) - 2:17
22. What You Gonna Do (bonus extrait de la compil' Barmy Army) - 2:18
23. Dogs Of War (bonus single) - 1:42
24. Blown To Bits (bonus live) - 1:27
25. Dead Cities (bonus extrait de l'EP Dead Cities) - 1:54
26. Hitler's In The Charts Again (bonus extrait de l'EP Dead Cities) - 2:38
27. Class War (bonus extrait de l'EP Dead Cities) - 1:22